# 御堂彰彦
御堂彰彦（おどう あきひこ、1976年12月27日 − ）は、日本のライトノベル作家。
2000年に『王道楽土』（未刊）で第7回電撃ゲーム小説大賞選考委員奨励賞を受賞。2004年にヒトクイでデビューを果たす。その後、電撃文庫で付喪堂骨董店がシリーズ化され人気を集めた。

## 作品

### 電撃文庫
- ヒトクイ（2004年11月、全1巻）
- 12DEMONS（2005年9月 - 2005年12月、全2巻）
- “不思議”取り扱います 付喪堂骨董店（2006年10月 - 2010年3月、全7巻）
- カミオロシ（2011年6月 - 2012年2月、全2巻）

### メディアワークス文庫
- 送り屋 ―死者を送る優しく不器用な人たち―（2013年9月 - 2014年9月、全2巻）